# طوطی شب
طوطی شب (نام علمی: Pezoporus occidentalis) نام یک گونه از تیره طوطیان سبز است.